# Magí Garcia Vidal
Magí García Vidal (Hospitalet de Llobregat, 1983), más conocido como Modgi, es un guionista y cómico catalán.

## Biografía
Creció en el barrio de Collblanc,  donde sus padres regentaban el bar del mercado. Estudió en Sant Ramon Nonat-Sagrat Cor en los Maristas de Sants. Comenzó a estudiar sociología, pero lo dejó para estudiar una Diplomatura en turismo.

## Trayectoria
Tuvo un blog llamado  Pit de Pollastre. Entre 2013 y 2019 trabajó en la revista satírica El Jueves. Es uno de los cuatro miembros fundadores de La Sotana, y colaborador del programa Està passant  de Televisió de Catalunya. También actúa en El soterrani. En 2022 preparó el proyecto Quan això s’acabi,, con Ignasi Taltavull. También en mayo de 2022 publicó el primer especial de comedia en catalán de la historia en su web, ahora disponible en Filmin.
El 30 de enero de 2023, después de tres meses de emisión del programa de TV3 Zona Franca, desistió de seguir colaborando como guionista, junto con su presentador Joel Díaz, en disconformidad por la decisión de la CCMA de despedir al colaborador Manel Vidal por un gag donde vinculaba a los « progres españolistas, votantes del PSC» con una esvástica.
Actualmente forma parte del quinteto que produce el podcast La Sotana junto con Andreu Juanola, Manel Vidal, Joel Díaz y Enric Gusó como técnico de sonido